# NGC 3933
NGC 3933 est une petite galaxie spirale située dans la constellation du Lion. NGC 3933 a été découverte par l'astronome français Alphonse Louis Nicolas Borrelly en 1871.

## Caractéristiques
NGC 3933 présente une large raie HI.

### Distance
Sa vitesse par rapport au fond diffus cosmologique est de 4 040 ± 24 km/s, ce qui correspond à une distance de Hubble de 59,6 ± 4,2 Mpc (∼194 millions d'al).
À ce jour, 14 mesures non basées sur le décalage vers le rouge (redshift) donnent une distance de 60,579 ± 10,293 Mpc (∼198 millions d'al), ce qui est à l'intérieur des valeurs de la distance de Hubble.

## Paire de galaxies
Selon E.L. Turner, les galaxies NGC 3933 et NGC 3934 forment une paire de galaxies rapprochées.